# Nicole C. Karafyllis
Nicole Christine Karafyllis ( 22 de abril de 1970, Lüdinghausen, Westfalia, Alemania), es una filósofa y bióloga greco-alemana. Desde 2010, es directora y profesora del departamento de filosofía de la universidad técnica de Braunschweig/TU Braunschweig, Braunschweig/Brunswick Institute of Technology.

## Vida y obra

### Primeros años
Nicole Christine Karafyllis nació el 22 de abril de 1970 en Lüdinghausen (Renania del Norte-Westfalia), hija primogénita del artista y escenógrafo griego Symeon (Simon) Karafyllis (1935–2009) y de la actriz alemana Karin Wahlen (* 1934; Karin Karafyllis desde el matrimonio en 1969). Tan solo dos años después, la familia se mudó a Franconia Media, porque el padre cambió del Teatro de Münster al Teatro de la Ciudad en Núremberg. Nicole Karafyllis cursó la preparatoria en Röthenbach del Pegnitz, de donde se graduó en 1989. Su niñez y juventud estuvieron marcadas por el encuentro profesional de los padres con el arte y la literatura, lo cual ciertamente sentó la piedra angular para el posterior encuentro filosófico con la artificidad, la naturalidad y la tecnicidad. Luego, sin embargo, su interés por la biología fue prioritario.

### Estudios: los años en Erlangen (1989-1994)
Karafyllis comenzó su carrera académica en 1989, en Universidad de Erlangen, con sus estudios de biología, y a partir de 1991 condujo una doble carrera: Biología y Filosofía. Durante ese tiempo hizo también una estancia en la Universidad de Stirling (Escocia). En Erlangen asistió a conferencias de filosofía conducidas por Walther Christoph Zimmerli, Maximilian Forschner, Rudolf Kötter y Christian Thiel. En sus años de estudio en Erlanger trabajó además con las autoridades encargadas de proteger la naturaleza en Forchheim (Alta Franconia). Esa ocupación marcó sus bases, en cuanto a que la observación filosófica sobre cómo la naturaleza y la técnica determinan las relaciones sociales debe siempre también contener un lado práctico u orientado a la aplicación.

### Época de doctorado: Tubinga y El Cairo (1995-1998)
En 1995 Karafyllis se mudó a Tubinga e hizo su doctorado como becaria de la Sociedad Alemana de Investigación (DFG) en el Centro Internacional para Ética en las Ciencias (IZEW) de la Universidad de Tubinga, con un trabajo sobre la evaluación técnica de materias primas renovables (aparecido como libro en 2000). Con la finalidad de explorar modelos de evaluación alternativos en un país con otras condiciones agrarias y culturales, en 1997 realizó una estancia de investigación de medio año en la Universidad Ain-Shams de El Cairo.
En el centro de sus cuestionamientos filosóficos está desde entonces la triangulación conceptual de naturaleza, técnica y vida en diferentes contextos culturales, particularmente con la mira en el mundo árabe y Europa.
Desde su época en Tubinga se ocupó crecientemente de la teoría científica acerca de la relación entre la biología y la técnica, y del cómo se manifiesta conceptualmente en, por ejemplo, la agronomía, los estudios sobre el ambiente, la medicina, la biotécnica y las tecnologías convergentes y a qué problemas éticos conduce.

### Época como asistente: Fráncfort del Meno, Stuttgart, Viena (1998-¬2008)
De 1998 a 2008 Karafyllis se dedicó a la investigación y la enseñanza en la Universidad Johann Wolfgang Goethe de Fráncfort del Meno y ahí entró en contacto estrecho con la Escuela de Fráncfort y con la filosofía de la técnica de Günter Ropohl, con quien trabajó como adjunta desde 1998 hasta su jubilación en 2004. Ropohl alimentó constantemente su interés por la teoría de las ciencias técnicas y de la ingeniería, que desde entonces figuraban entre sus líneas de investigación.

### El concepto filosófico delbiofacto
A diferencia del enfoque de Günter Ropohl en el artefacto, Karafyllis eligió desde 2001 el concepto de biofacto para hacer accesible a la reflexión filosófica los productos de la biotécnica, que pueden ser hechos, tanto como simplemente llegar a ser. Con ello, el llegar a ser hecho a través del ser humano de manera subjetiva o intersubjetiva puede caer en el olvido (como las plantas y paisajes modificados por el hombre, los clones).
A través de este enfoque cambia también el concepto de técnica que ya no puede considerar a la artificialidad como lo inequívocamente diferente a la naturalidad, pero mantiene el aspecto de la orientación a un uso. Con el concepto de biofacto, Karafyllis señala la ontología, la antropología, la fenomenología y a la teoría de la ciencia como puntos de partida de las ciencias de la vida que deben ser incluidos en el discurso aún antes de la valoración ética a través de la ética de la biología, la técnica, la medicina o el ambiente. Con ello muestra la ambivalencia en las conductas sociales ante la naturaleza, la técnica y la vida que surgen particularmente de haber considerado por largo tiempo el fenómeno del crecimiento como garante con el que no se puede contar, sea para la vida o para la naturaleza. Su concepto del biofacto ha sido acogido ampliamente en la filosofía, la sociología y la historia del arte.

### Fenomenología del crecimiento
Dado su gran interés en la filosofía de la técnica, Karafyllis asistió ya desde su época en Tubinga a eventos académicos de Christoph Hubig en la Universidad de Stuttgart, la cual, a diferencia de las universidades de Fráncfort y Tubinga, está muy marcada por las ciencias de la ingeniería. En 2006 se capacitó para acceder a la cátedra de filosofía. El tema de su trabajo fue La fenomenología del crecimiento – Hacia una filosofía e historia científica de la vida productiva entre los conceptos de naturaleza y técnica. En el título de su conferencia de ingreso, a principios de 2007, planteó la pregunta: ¿Qué es un Laboratorio?
De 2004 a 2008 fue comisionada para hacerse cargo de la cátedra que había pertenecido a Günter Ropohl, de Tecnología General (Filosofía de la técnica), en Fráncfort del Meno. En el semestre de invierno de 2007 impartió clases como profesora invitada de filosofía aplicada de la ciencia, en la Universidad de Viena. Desde ese tiempo se interesó enormemente por la concepción científica del autismo, asentada en la década de 1940 por Hans Asperger, entre otros.
Desde la óptica de la teoría de la ciencia, la pregunta sobre la estructura ambivalente del mundo y su interpretación por los seres humanos es de importancia capital.

### Profesora de filosofía en Abu Dabi (2008-2010)
De 2008 a 2010 Karafyllis fue profesora de filosofía de tiempo completo en la Universidad de los Emiratos Árabes Unidos, en el emirato de Abu Dabi, y dio continuidad a sus trabajos de investigación en El Cairo (1997) con respecto a las condiciones culturales de la tecnificación y la modernización.

### Profesora de filosofía en la Universidad Técnica de Braunschweig (desde 2010)
Desde agosto de 2010 Karafyllis es Profesora W3 (el nivel más alto para una profesora de ciencias) en el área de filosofía enfocada a la filosofía de la ciencia y a la de la técnica, en la Universidad Técnica de Braunschweig, y ocupa la cátedra que estaba a cargo de Gerhard Vollmer. Ahí trabaja el tema del “Espíritu del trabajo manual” (alemán: Geist des Handwerks), según analizado, por ejemplo, por Hans Blumenberg y Richard Sennett. En conexión con esto surgió el suplemento sobre técnica (Themenheft Technik) de la Revista de filosofía de la cultura (Zeitschrift für Kulturphilosophie), en el invierno de 2013, el cual contiene, entre otras cosas, la traducción de un texto de Don Ihde, estadounidense dedicado a la filosofía de la técnica.
Karafyllis apuesta por una filosofía cultural de la ciencia y la tecnología, y comprende las ciencias naturales y la técnica como partes intrínsecas de la cultura, las cuales giran en torno a significados acordes de la relación entre materialidad e idealidad. Las ambivalencias que de ahí surgen se manifiestan en, por ejemplo, imágenes del ser humano y en la exigencia social de orientación a través de la ética, así como en las configuraciones en constante cambio de los conceptos de naturaleza y técnica, dentro y fuera del laboratorio.
Las líneas de investigación de Karafyllis se extienden desde la filosofía de la ciencia a la filosofía de la técnica, y siguen hasta la filosofía de la naturaleza, la filosofía de la cultura y la ética. También ha publicado en el campo de la historia de la filosofía, la historia de la ciencia, la historia de la técnica y la valoración de las consecuencias de la técnica.
Desde 2010, Karafyllis se interesa profundamente en las conceptualizaciones de la “vida” en biografías y autobiografías sobre filósofos. Actualmente trabaja en una biografía sobre el filósofo de Braunschweig Willy Moog (1888-1935).

### Premios y reconocimientos
- Franzke-Preis für Technik und Verantwortung de la Universidad Técnica de Berlín 2001, por una disertación escrita, cuyo título alude al ingeniero Hans Hermann Franzke.
- Abt Jerusalem-Preis 2009, patrocinado por la Evangel.-luth. Landeskirche en Braunschweig, la Universidad Técnica de Braunschweig y la Braunschweigische Wissenschaftliche Gesellschaft (BWG), por „herausragende Leistungen zum Dialog der Geistes-, Natur- und Technikwissenschaften“.
- Senior Research Fellow del Internationales Forschungszentrum Kulturwissenschaften (IFK) () en Viena, 2010/11.

## Obras en selección

### En español
- Karafyllis, N. C. (2015). „Biofactos del arte", in: María Antonia González Valerio (Ed.): Pròs Bíon: Reflexiones naturales sobre artes, ciencias y filosofías. Ciudad de México: Universidad Nacional Autónoma de México.
- José Gaos. Filosofía de la técnica. Ed. Mariá Antonia González Valerio y Nicole C. Karafyllis. Ciudad de México: Herder Editorial 2022.

### Libros (en inglés)
- Claus Zittel, Romano Nanni, Gisela Engel and Nicole C. Karafyllis (ed.): Philosophies of Technology: Francis Bacon and his Contemporaries. Leiden: Brill Publ., Nov. 2008 ISBN 978-90-04-17050-6.
- Karafyllis, N.C. and G. Ulshöfer (ed.) (2008). Sexualized Brains. Scientific Modeling of Emotional Intelligence from a Cultural Perspective. Cambridge, MA: MIT Press, Oct. 2008 ISBN 978-0-262-11317-5.
- con Ortwin Renn, Alexander Hohlt y Dorothea Taube (ed.): International Science and Technology Education: Exploring Culture, Economy, and Social Perceptions, Routledge 2015
- con Jörg Overmann, Ulrich Johannes Schneider y Christoph Mackert (ed.): The Contaminated Library: Microbes in Book Culture. Leipzig: Leipziger Universitätsverlag 2023, Open Access.

### Libros (en alemán)
- Nachwachsende Rohstoffe. Technikbewertung zwischen den Leitbildern Wachstum und Nachhaltigkeit. Leske+Budrich, Opladen 2000, ISBN 3-8100-2844-4.
- Biologisch, natürlich, nachhaltig. Philosophische Aspekte des Naturzugangs im 21. Jahrhundert. Francke, Tübingen/Basel 2001, ISBN 3-7720-2624-9.
- con Jan C. Schmidt (Hrsg.): Zugänge zur Rationalität der Zukunft. Metzler, Stuttgart/Weimar 2002, ISBN 3-476-45307-3.
- (Ed.): Biofakte. Versuch über den Menschen zwischen Artefakt und Lebewesen. Mentis, Paderborn 2003, ISBN 3-89785-384-1.
- con Gisela Engel (Hrsg.): Technik in der Frühen Neuzeit – Schrittmacher der europäischen Moderne. Klostermann, Frankfurt 2004, ISBN 3-465-03341-8.
- con Tobias Krohmer, Albert Schirrmeister, Änne Söll & Astrid Wilkens (Hrsg.): De-Marginalisierungen. Geschenkschrift für Gisela Engel zum 60. Geburtstag. Trafo, Berlín 2004, ISBN 3-89626-488-5.
- con Tilmann Haar (Eds.): Technikphilosophie im Aufbruch: Festschrift für Günter Ropohl. Edition Sigma 2004, ISBN 3-89404-516-7.
- con Gisela Engel (Eds.): Re-Produktionen. Trafo, Berlín 2005, ISBN 3-89626-348-X.
- Guest-Ed.: "Technik" de la Zeitschrift für Kulturphilosophie, Heft 2/2013 (Hamburg: Meiner), con documento de Hans Blumenberg
- Putzen als Passion. Ein philosophischer Universalreiniger für klare Verhältnisse. Berlín: Kadmos 2013.
- (Ed.) Das Leben führen? Lebensführung zwischen Technikphilosophie und Lebensphilosophie. Berlín: edition sigma 2014.
- Willy Moog (1888-1935): Ein Philosophenleben. Freiburg: Alber 2015 (biografía).
- (Ed. con Thomas Kirchhoff et al.) Naturphilosophie. Tübingen: Mohr-Siebeck (UTB) 2017.
- (Ed.) Theorien der Lebendsammlung. Pflanzen, Mikroben und Tiere als Biofakte in Genbanken. Freiburg: Alber 2018, ISBN 3-978-495-48975-8.

### Artículos en inglés
- Karafyllis, N.C. (2002). Biotechnology – the offspring of life science or technoscience? Newsletter of the European Society of Agricultural and Food Ethics (EURSAFE) (4), No. 2.
- Karafyllis, N.C. (2003). Renewable resources and the idea of nature – what has biotechnology got to do with it? Journal of Agricultural and Environmental Ethics. Vol. 16 (1) 2003. 3-28.
- Karafyllis, N.C. (2007). Growth of Biofacts: The real thing or metaphor? In: R. Heil, A. Kaminski et al. (ed.) Tensions. Technological and Aesthetic (Trans)Formations of Society. Bielefeld: transcript publishers. 141-152.
- Karafyllis, N.C. (2008). Endogenous Design of Biofacts. Tissues and Networks in Bio Art and Life Science. In: sk-interfaces. Exploding borders - creating membranes in art, technology and society. Ed. by Jens Hauser. Liverpool: University of Liverpool Press. 42-58.
- Karafyllis, N. C. (2008). Ethical and epistemological problems of hybridizing living beings: Biofacts and Body Shopping. In: Wenchao Li and Hans Poser (Ed.): Ethical Considerations on Today's Science and Technology. A German-Chinese Approach. Münster: LIT (2008), 185-198.
- Karafyllis, N. C., and Ulshöfer, G. (2008). Intelligent Emotions and Sexualized Brains: Scientific Models, Discourses, and their interdependencies. In: N. C. Karafyllis/G. Ulshöfer (Ed.): Sexualized Brains. Scientific Modeling of Emotional Intelligence from a Cultural Perspective. Cambridge, Mass.: MIT Press, 1-49.
- Karafyllis, N. C. (2009). Facts or Fiction? Methodological and Ethical Problems of Vision Assessment. In: M. Paul Sollie/Marcus Düwell (ed.): Evaluating New Technologies. Methodological Problems for the Ethical Assessment of Technologic Developments. Library of Ethics and Applied Philosophy. Berlin/New York. Springer, 93-116.
- Karafyllis, N. C. (2010). Entries on Corporate Responsibility and Alfred Nordmann for SAGE’s Encyclopedia of Nanoscience and Society. Ed. By David Gulston and J. Geoffrey Golson.
- Karafyllis, N. C. (2013). The virtuous autist. Why neuroelitism does not work for the common good. In: Mariacarla Gadebusch Bondio, Andrea Bettels (Ed.): Im Korsett der Tugenden / In the Corset of Virtues. Hildesheim: Georg Olms
- Karafyllis, N. C. (2013): Short articles on the philosophy of technology of Andrew Feenberg, Richard Sennett, Norbert Wiener (co-autored with Christoph Hubig) and Jose Ortega y Gasset (co-authored with Hans Poser) in: Ch. Hubig, A. Huning, G. Ropohl [ed.]: Nachdenken über Technik: Die Klassiker der Technikphilosophie und neuere Entwicklungen. 3rd ed.
- Karafyllis, N. C. (2015). Why 'technology' is not universal: philosophical remarks on the language and culture issue of STEM education. In Ortwin Renn, Nicole C. Karafyllis, Alexander Hohlt and Dorothea Taube (Eds.): International Science and Technology Education: Exploring Culture, Economy, and Social Perceptions, London: Routledge (Science in Society), 3-18
- Karafyllis, N. C. (2015). Tertiary education in the GCC countries (UAE, Qatar, Saudi Arabia): how economy, gender and culture affect the field of STEM. In Ortwin Renn, Nicole C. Karafyllis, Alexander Hohlt and Dorothea Taube (Eds.): International Science and Technology Education: Exploring Culture, Economy, and Social Perceptions, London: Routledge (Science in Society), 112-133
- Karafyllis, N. C. (2018). "Hey Plants, take a Walk on the Wild Side!" Ethics of Seeds and Seed Banks. In Angela Kallhoff, Marcello DiPaola, Maria Schörgenhumer [Eds.]: Plant Ethics. Concepts and Applications. London: Routledge (Routledge Environmental Humanities)  ISBN 978-1-13-807921-2